# San José el Verde
San José el Verde es una localidad del estado mexicano de Jalisco. Es parte del municipio de El Salto.

## Toponimia
El nombre «San José» hace referencia al santo patrono de la localidad: José de Nazaret.

## Demografía
| Gráfica de evolución demográfica |
|                                  |

| Censo | Población |
| ----- | --------- |
| 1921  | 7         |
| 1930  | 38        |
| 1940  | 224       |
| 1950  | 260       |
| 1960  | 584       |
| 1970  | 683       |
| 1980  | 612       |
| 1990  | 1 632     |
| 2000  | 7 180     |
| 2010  | 16 275    |
| 2020  | 21 834    |